# Zorro (série télévisée, 2009)
Zorro est une série télévisée philippine du genre telenovela en 98 épisodes de 30 à 45 minutes, créée par Jun Lana (en) et diffusée entre le 23 mars et le 7 août 2009 sur le réseau GMA Network.
La série est une nouvelle adaptation du personnage de Zorro apparu dans le roman Le Fléau de Capistrano de Johnston McCulley en 1919. Le soin apporté au contexte historique et aux costumes en fait l'une des séries les plus chères à produire de GMA Network.
La série est inédite dans les pays francophones.

## Synopsis
Le récit de Zorro est transposé dans la première moitié du XIXe siècle aux Philippines, alors sous gouvernement colonial espagnol,.
1840. Antonio, abandonné par sa mère, est recueilli par Roberto Pelaez et sa femme Chiquita Pelaez, de riches propriétaires. Souhaitant aider le peuple maltraité par le gouvernement, il profite de l'enseignement d'un oncle californien longtemps perdu de vue, Diego de la Vega. Maintenant capable de se battre, il prend l'identité du justicier Zorro pour défendre les opprimés.

## Distribution

### Acteurs principaux
- Richard Gutierrez : Antonio de la Cruz Pelaez / Zorro
- Rhian Ramos : Lolita Pulido
- Jaclyn Jose : Chiquita Pelaez
- Michelle Madrigal (en) : Juana Manalo / Caballera
- Bianca King (en) : Cara

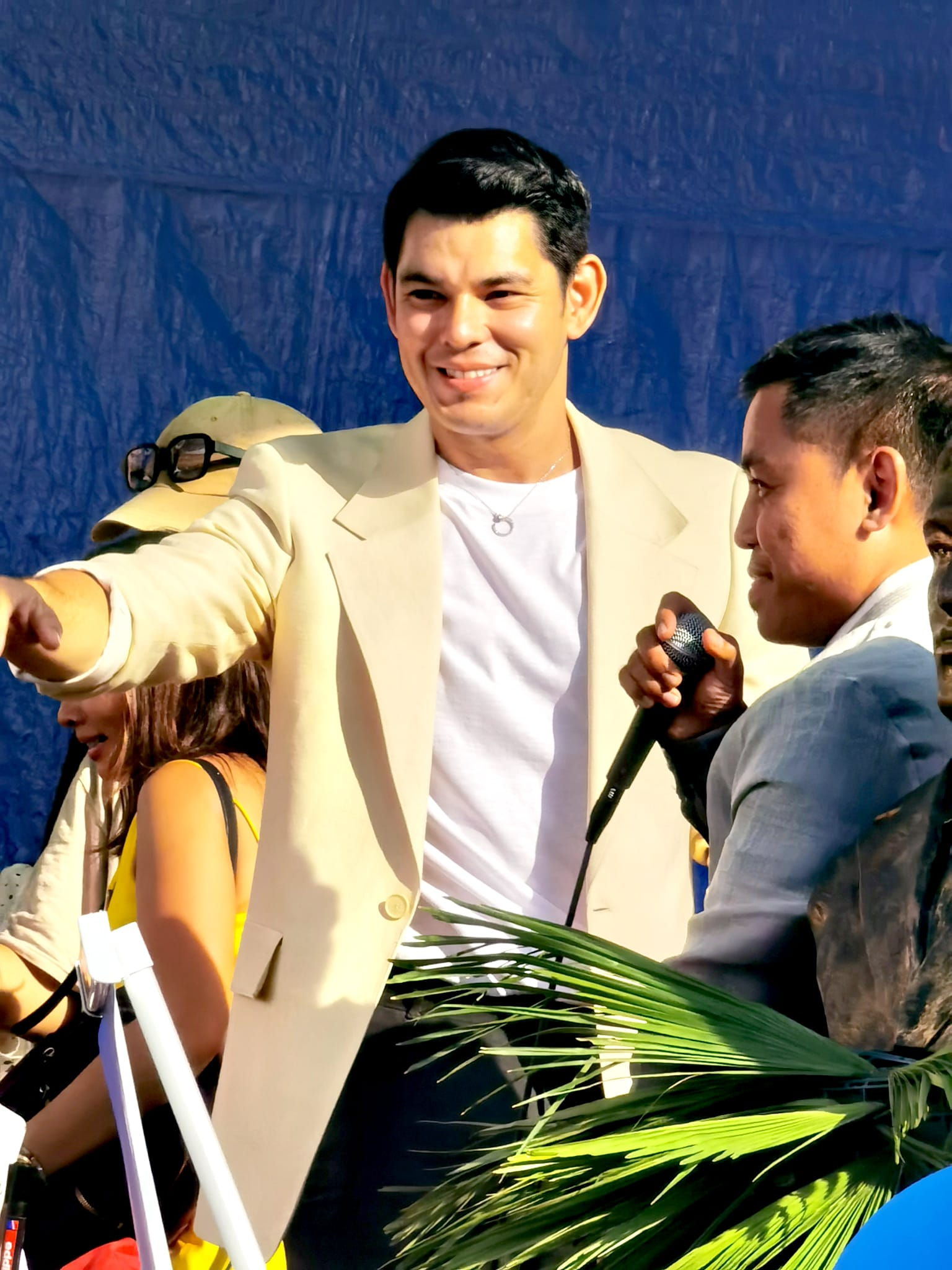
Richard Gutierrez.
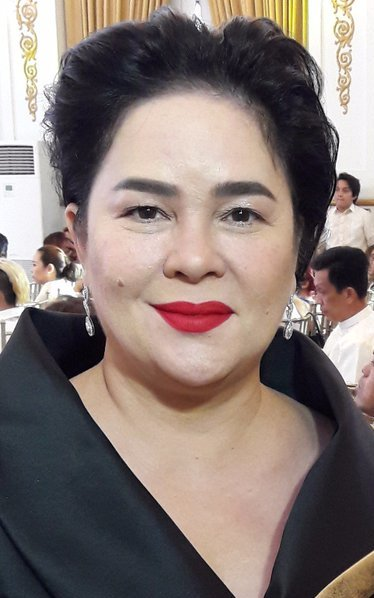
Jaclyn Jose.
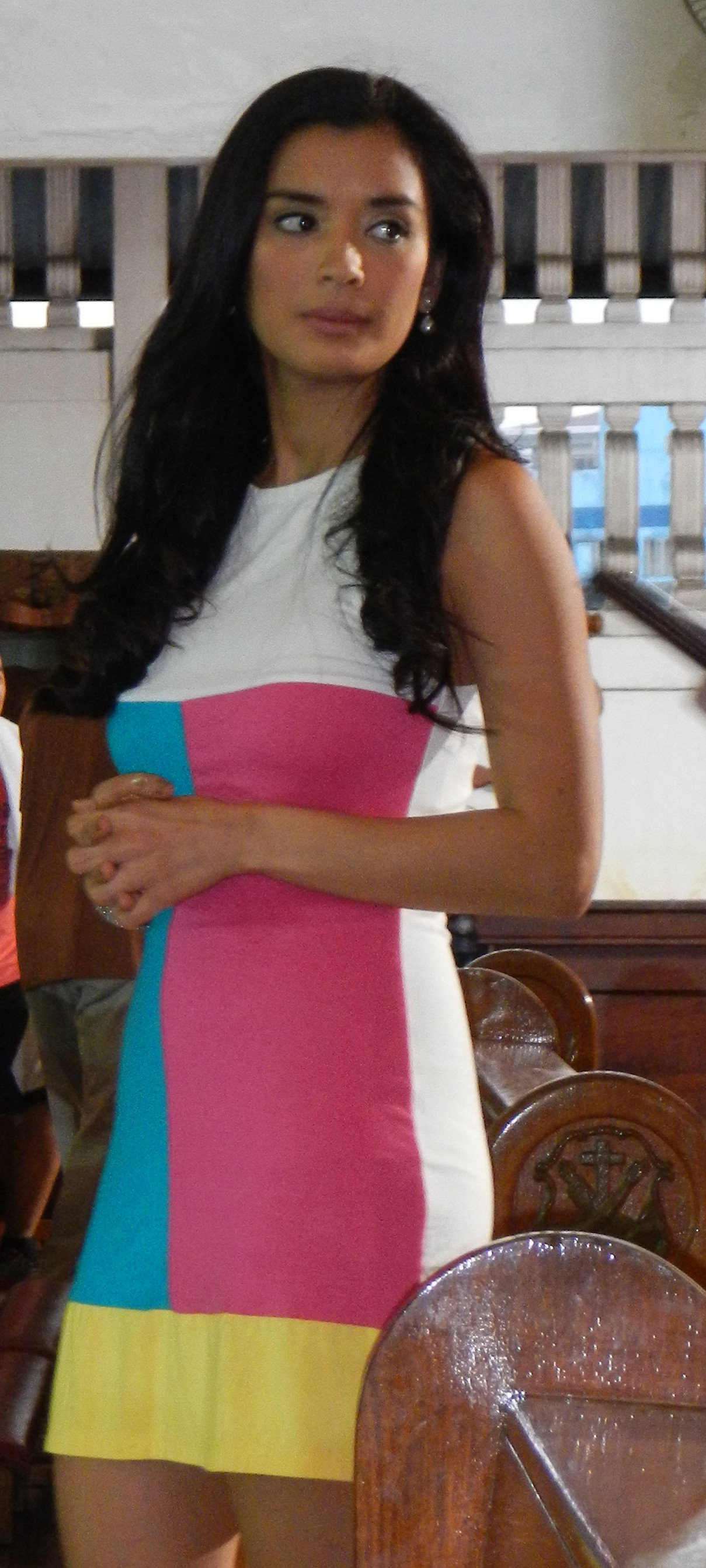
Michelle Madrigal.

### Acteurs récurrents
- Eddie Gutierrez (en) : le gouverneur Luis Aragon[4]
- TJ Trinidad (en) : Ramon Pelaez
- Joel Torre (en) : Roberto Pelaez / Rosso
- Leo Martinez (en) : Carlos Pulido
- Pinky Marquez : Catalina Pulido
- Ricky Davao (en) : Felipe Gomez
- Bobby Andrews (en) : Pedro Gonzales
- Antonio Aquitania (en) : Bernardo
- Robert Villar : Pepe Alugbati
- Jeffrey "Epi" Quizon : Shihong / Tahong
- Sandy Andolong (en) : la servante Maria Manalo[5]
- Maureen Larrazabal (en) : Bella de la Cruz

### Autres
- Gloria Sevilla : Zita
- Sheena Halili : Lena
- Bubbles Paraiso : Magda
- Paloma Esmeria : Paquita Pakwan
- Shiela Marie Rodriguez : Lisa
- Bodie Cruz : Agustin Manalo
- Elvis Gutierrez : Silverio

### Invités
- Lani Mercado : Marcela de la Cruz
- Mark Gil : Horacio Pelaez
- Jomari Yllana : Diego de la Vega
- Jacob Rica : le jeune Antonio
- Gail Lardizabal : la jeune Lolita
- Sugar Mercado : Anna
- Dante Rivero : magistrat des Angeles
- Chanda Romero : Aguida
- Dick Israel : Jumal
- Jen Rosendahl : assistant de Jumal
- Isabel Granada : Minerva
- Edwin Reyes : Tomas
- Daria Ramirez : Aswang
- Yul Servo : Samurai
- Suzette Ranillo : assistant de Chiquita
- Nonie Buencamino : De los Reyes
- Richie Paul Gutierrez : Sebastian
- Rocky Gutierrez : Baltazar
- Alfred Vargas : Lima Wong
- Felix Roco : Diego
- Dominic Roco : Daniel l
- Bearwin Meily : un pirate
- LJ Reyes : Sandy

## Production

### Attribution des rôles
En novembre 2008, l'acteur Richard Gutierrez annonce qu'il a commencé à prendre des cours d'escrime et d'équitation pour son nouveau rôle : Zorro, alors qu'il vient juste de terminer de jouer dans Codename: Asero. Parmi ses professeurs se trouve Benny Garcia, l'entraîneur de l'équipe d'escrime nationale philippine.
Le 2 février 2009 est annoncé le choix de Rhian Ramos pour jouer le rôle de l'actrice principale. Avec ce rôle de Lolita Pulido, c'est la quatrième fois qu'elle joue dans une série aux côtés de Richard Gutierrez, les précédentes étant Captain Barbell, Lupin et Codename: Asero. TJ Trinidad est choisi pour jouer le rôle de l'antagoniste principal.

### Tournage
Le tournage a démarré dans le courant du mois de février 2009 pour une diffusion du pilote prévue en mars 2009. Il s'est déroulé à Bagac, dans la province de Bataan.
Les dialogues intégrant des passages en espagnol, un professeur d'espagnol était présent pour aider les acteurs.

### Fiche technique
- Titre original : Zorro
- Création : Jun Lana (en)
- Réalisation : Mark A. Reyes (en), Dominic Zapata (en)
- Scénario : Anna Aleta-Nadela, Des Garbes-Severino, RJ Nuevas, Don Michael Perez
- Décors : Rodell Cruz[1]
- Costumes : Bill Gustillo
- Musique : Tats Faustino
- Chanson : "Zorro" par Janno Gibbs (en)
- Production : Felipe L. Gozon, Annette Gozon-Abrogar
- Sociétés de production : GMA Network
- Maître d'armes : Benny Garcia
- Pays d'origine :  Philippines
- Langue originale : tagalog, espagnol
- Format : couleur
- Genre : drama, action, aventure, romance
- Nombre de saisons : 1
- Nombre d'épisodes : 98
- Durée : de 30 à 45 minutes
- Dates de première diffusion :
  - Philippines : 23 mars 2009

## Accueil

### Audiences
Selon les audiences télévisées fournies par AGB Nielsen Philippines (en), l'épisode pilote de Zorro a obtenu 35.8% de part d'audience. Tandis que le dernier épisode obtient un score de 32%.